# Даріо Броуз
Даріо Броуз (англ. Dario Brose, нар. 27 січня 1970, Нью-Йорк) — американський футболіст, що грав на позиції півзахисника.
Виступав, зокрема, за «Саарбрюкен» та «Сан-Хосе Ерзквейкс», а також національну збірну США.

## Клубна кар'єра
Народився 27 січня 1970 року в місті Нью-Йорк. Відвідував середню школу Роя Кетчема в Воппінджерс-Фоллс, штат Нью-Йорк. У 1988 році Броуз вступив до Університету штату Північна Кароліна, де виступав за університетську футбольну команду і у сезоні 1990 року дійшов з командою до півфіналу чемпіонату США серед університетів та коледжів, а також увійшов до символічної збірної турніру.
Після закінчення навчання Броуз переїхав до Європи. Там він грав у нижчих дивізіонах за «Стад Бріошан» у Франції та «Саарбрюкен» у Німеччині, після чого повернувся до США в 1999 році, приєднавшись до «Сан-Хосе Ерзквейкс». У 2000 році він з'явився у «Матчі всіх зірок МЛС». Він зіграв свій останній сезон у 2001 році, коли «Сан-Хосе» виграв свій перший чемпіонат, але сам Броуз того року зіграв лише одну гру. 
У 2007 році Броуз став гравцем клубу «Кароліна Рейлгоукс» з USL-1, де зіграв одну гру, після чого остаточно завершив ігрову кар'єру.

## Виступи за збірні
1989 року залучався до складу молодіжної збірної США, з якою був учасником молодіжного чемпіонату світу 1989 року в Саудівській Аравії. Тут американці зайняли підсумкове 4 місце, а Броуз забив 1 гол у 6 матчах турніру.
1992 року захищав кольори олімпійської збірної США, з якою поїхав на футбольний турнір Олімпійських ігор 1992 року у Барселоні. На турнірі провів 1 матч проти Кувейту (3:1), в якому відзначився голом.
1994 року дебютував в офіційних матчах у складі національної збірної США. Протягом кар'єри у національній команді, яка тривала 4 роки, провів у її формі 4 матчі, забивши 1 гол.

## Титули і досягнення
- Переможець Панамериканських ігор: 1991
- Володар Кубка MLS (1): 2001